# Grandes villes d'arrondissement

Schéma des divisions territoriales en Allemagne

Les grandes villes d'arrondissement, ou allemand : Große Kreisstadt en allemand, sont une définition de villes respectant certains critères dans la loi communale allemande.

## Explication
Dans certains Länder des grandes villes faisant partie d'un Kreis (arrondissement) et qui doivent remplir des devoirs supplémentaires reçoivent un statut spécial dénommé Große Kreisstadt (grande ville d'arrondissement). Ces villes ne sont pas forcément aussi une Kreisstadt.
Suivant les Länder elles portent des définitions différentes :
- Große Kreisstadt en Bade-Wurtemberg, Bavière et Saxe
- Große selbstständige Stadt et Selbstständige Gemeinde en Basse-Saxe
- Große kreisangehörige Stadt en Brandebourg, Rhénanie-du-Nord-Westphalie, Rhénanie-Palatinat et Thuringe
- Mittlere kreisangehörige Stadt in Nordrhein-Westfalen
- Mittelstadt dans la Sarre
- En Hesse sept villes portent aussi un statut spécial sans en avoir un nom lié.
- Dans les autres Länder ce statut spécial pour des villes n'existe pas.

## Villes en Bade-Wurtemberg ayant le statut deGroße Kreisstadt
| 1. Aalen 2. Achern 3. Albstadt 4. Backnang 5. Bad Mergentheim 6. Bad Rappenau 7. Balingen 8. Biberach an der Riß 9. Bietigheim-Bissingen 10. Böblingen 11. Bretten 12. Bruchsal 13. Bühl 14. Calw 15. Crailsheim 16. Ditzingen 17. Donaueschingen 18. Ehingen 19. Ellwangen 20. Emmendingen 21. Esslingen am Neckar 22. Eppingen 23. Ettlingen 24. Fellbach 25. Filderstadt 26. Freudenstadt 27. Friedrichshafen 28. Gaggenau 29. Geislingen an der Steige 30. Giengen an der Brenz | 1. Göppingen 2. Heidenheim an der Brenz 3. Herrenberg 4. Hockenheim 5. Horb am Neckar 6. Kehl 7. Kirchheim unter Teck 8. Constance (Universitätsstadt) 9. Kornwestheim 10. Lahr/Schwarzwald 11. Leimen 12. Leinfelden-Echterdingen 13. Leonberg 14. Leutkirch im Allgäu 15. Lörrach 16. Ludwigsbourg 17. Metzingen 18. Mosbach 19. Mühlacker 20. Nagold 21. Neckarsulm 22. Nürtingen 23. Oberkirch 24. Öhringen 25. Offenbourg 26. Ostfildern 27. Radolfzell am Bodensee 28. Rastatt 29. Ravensbourg 30. Remseck am Neckar | 1. Reutlingen 2. Rheinfelden (Baden) 3. Rheinstetten 4. Rottenburg am Neckar 5. Rottweil 6. Schorndorf 7. Schramberg 8. Schwäbisch Gmünd 9. Schwäbisch Hall 10. Schwetzingen 11. Sindelfingen 12. Singen 13. Sinsheim 14. Stutensee 15. Tübingen (Universitätsstadt) 16. Tuttlingen 17. Überlingen 18. Vaihingen-sur-l'Enz 19. Villingen-Schwenningen 20. Waiblingen 21. Waldshut-Tiengen 22. Wangen im Allgäu 23. Weil am Rhein 24. Weingarten 25. Weinheim 26. Weinstadt 27. Wertheim 28. Wiesloch 29. Winnenden |

## Villes en Bavière ayant le statut deGroße Kreisstadt
| - Bad Kissingen - Bad Reichenhall - Dachau - Deggendorf - Dillingen - Dinkelsbühl - Donauwörth - Eichstätt\| - Erding - Forchheim | - Freising - Fürstenfeldbruck - Germering - Guntzbourg - Kitzingen - Kulmbach - Landsberg am Lech - Lindau - Marktredwitz - Neubourg-sur-le-Danube | - Neumarkt in der Oberpfalz - Neustadt bei Coburg - Neu-Ulm - Nördlingen - Rothenburg ob der Tauber - Schwandorf - Selb - Traunstein - Weißenburg in Bayern |

## Brandebourg

### Villes ayant le statut deGrosse kreisangehörige Stadt
- Eisenhüttenstadt

### Villes ayant le statut deMittlere kreisangehörige Stadt
Bernau bei Berlin - Falkensee - Fürstenwalde - Guben - Hennigsdorf - Neuruppin - Oranienbourg - Rathenow - Senftenberg - Spremberg - Strausberg - Wittenberge

## Hesse
7 villes ayant plus de 50 000 habitants ont un statut spécial :
- Bad Homburg vor der Höhe
- Fulda
- Giessen
- Hanau
- Marbourg
- Rüsselsheim
- Wetzlar

## Villes en Saxe ayant le statut deGrosse Kreisstadt
| - Annaberg-Buchholz - Auerbach/Vogtl. - Bautzen - Bischofswerda - Borna - Brand-Erbisdorf - Coswig - Crimmitschau - Delitzsch - Döbeln - Eilenbourg - Flöha | - Freiberg - Freital - Glauchau - Hohenstein-Ernstthal - Hoyerswerda - Kamenz - Limbach-Oberfrohna - Löbau - Markkleeberg - Meißen - Oelsnitz/Vogtl. - Oschatz - Pirna | - Radebeul - Reichenbach im Vogtland - Riesa - Rochlitz - Schwarzenberg/Erzgebirge - Schkeuditz - Sebnitz - Weißwasser - Werdau - Wolkenstein - Wurzen - Zittau - Zschopau |

## Basse-Saxe

### Villes ayant le statut deGrosse selbständige Stadt
Celle - Cuxhaven - Goslar - Hamelin - Hildesheim - Lingen - Lunebourg

### Villes ayant le statut deSelbständige Gemeinde
Achim - Alfeld - Aurich - Bad Pyrmont - Barsinghausen - Bramsche - Buchholz in der Nordheide - Burgdorf - Buxtehude - Cloppenburg - Duderstadt - Einbeck - Ganderkesee - Garbsen - Georgsmarienhütte - Gifhorn - Hann. Münden - Helmstedt - Holzminden - Isernhagen - Laatzen - Langenhagen - Leer - Lehrte - Melle - Meppen - Neustadt am Rübenberge - Nienburg/Weser - Norden - Nordenham - Nordhorn - Northeim - Osterode am Harz - Osterholz-Scharmbeck - Papenbourg - Peine - Rinteln - Ronnenberg - Schortens - Seelze - Seesen - Seevetal - Sehnde - Springe - Stade - Stuhr - Uelzen - Varel - Vechta - Verden - Walsrode - Weyhe - Winsen - Wolfenbüttel - Wunstorf

## Rhénanie-du-Nord-Westphalie

### Villes ayant le statut deGroße kreisangehörige Stadt(plus de60 000habitants)
Arnsberg - Bergheim - Bergisch Gladbach - Bocholt - Castrop-Rauxel - Detmold - Dinslaken - Dormagen - Dorsten - Düren - Gladbeck - Grevenbroich - Gütersloh - Herford - Herten - Iserlohn - Kerpen - Lippstadt - Lüdenscheid - Lünen - Marl - Minden - Moers - Neuss - Paderborn - Ratingen - Recklinghausen - Rheine - Siegen - Troisdorf - Unna - Velbert - Viersen - Wesel - Witten

### Villes ayant le statut deMittlere kreisangehörige Stadt(25 000à60 000habitants)
Ahaus - Ahlen - Alsdorf - Altena - Bad Honnef - Bad Oeynhausen - Bad Salzuflen - Baesweiler - Beckum - Bergkamen - Borken - Bornheim - Brilon - Brühl - Bünde - Clèves - Coesfeld - Datteln - Delbrück - Dülmen - Emmerich am Rhein - Emsdetten - Ennepetal - Erftstadt - Erkelenz - Erkrath - Eschweiler - Espelkamp - Euskirchen - Frechen - Geilenkirchen - Geldern - Gevelsberg - Goch - Greven - Gronau - Gummersbach - Haan - Haltern am See - Hamminkeln - Hattingen - Heiligenhaus - Heinsberg - Hemer - Hennef - Herdecke - Herzogenrath - Hilden - Höxter - Hückelhoven - Hürth - Ibbenbüren - Juliers - Kaarst - Kamen - Kamp-Lintfort - Kempen - Kevelaer - Königswinter - Korschenbroich - Kreuztal - Lage - Langenfeld (Rheinland) - Leichlingen - Lemgo - Lennestadt - Löhne - Lohmar - Lübbecke - Mechernich - Meckenheim - Meerbusch - Menden - Meschede - Mettmann - Monheim am Rhein - Netphen - Nettetal - Neukirchen-Vluyn - Niederkassel - Oelde - Oer-Erkenschwick - Olpe - Overath - Petershagen - Plettenberg - Porta Westfalica - Pulheim - Radevormwald - Rheda-Wiedenbrück - Rheinbach - Rheinberg - Rietberg - Rösrath - Sankt Augustin - Schloß Holte-Stukenbrock - Schmallenberg - Schwelm - Schwerte - Selm - Siegburg - Soest - Sprockhövel - Steinfurt - Stolberg - Sundern - Tönisvorst - Voerde - Waltrop - Warendorf - Warstein - Wegberg - Werdohl - Werl - Wermelskirchen - Werne - Wesseling - Wetter - Wiehl - Willich - Wipperfürth - Wülfrath - Würselen